# Siarhiej Barouski
Siarhiej Uładzimirawicz Barouski, biał. Сяргей Уладзіміравіч Бароўскі, ros. Сергей Владимирович Боровский, Siergiej Władimirowicz Borowski (ur. 29 stycznia 1956 w Mińsku, Białoruska SRR) – białoruski piłkarz, grający na pozycji obrońcy lub pomocnika, reprezentant Związku Radzieckiego, trener piłkarski.

## Kariera piłkarska

### Kariera klubowa
Wychowanek mińskiej szkoły sportowej, którą ukończył w 1973. Przez całą karierę (od 1973 do 1987) związany z drużyną mińskiego Dynama, w barwach którego zadebiutował w 1976 w Wyższej Lidze, a w 1982 zdobył Mistrzostwo ZSRR. Z Dynamem dotarł także do finału Pucharu ZSRR w 1987. Rozegrał 270 meczów i strzelił 4 bramki w ekstraklasie.

### Kariera reprezentacyjna
30 maja 1981 w meczu z Walią zadebiutował w reprezentacji Związku Radzieckiego. Ostatni występ w drużynie radzieckiej zanotował 27 marca 1985 w meczu z Austrią. Ogółem rozegrał 21 meczów w reprezentacji. W barwach Sbornej wystąpił na mistrzostwach świata w 1982 w Hiszpanii.

## Kariera trenerska
W 1977 ukończył studia w Instytucie Gospodarki Narodowej, a w 1991 w Instytucie Kultury Fizycznej. Od końca lat 80. pracuje jako trener. Pierwszym klubem w jego karierze był Metalurg Mołodeczno, z którym w 1991 zdobył Mistrzostwo i Puchar Białoruskiej SRR. Prowadził także inne drużyny klubowe z Białorusi (Tarpeda-MAZ Mińsk, Biełszyna Bobrujsk), mołdawski Sheriff Tyraspol (Puchar Mołdawii w 1999), łotewski FK Ventspils, litewskie FBK Kowno (Mistrzostwo Litwy w 2003) i FK Vėtra (finał Pucharu Litwy w 2005) oraz ukraiński Metałurh Zaporoże. Dwukrotnie, w latach 1994–1996 i 1999–2000 bez większych sukcesów prowadził białoruską drużynę narodową. Od grudnia 2005 był szkoleniowcem zespołu Dynama Brześć. Stracił pracę po niepowodzeniach w sezonie 2006. Potem w latach 2007 i 2008 konsultował Tarpeda Żodino. Od 2009 do 2010 prowadził Skwicz Mińsk. 23 grudnia 2010 objął stanowisko głównego trenera FK Witebsk.